# Antonio Michele Trizza
Antonio Michele Trizza (Martina Franca, 11 luglio 1956) è un politico italiano.

## Biografia
Laureato in giurisprudenza, dopo aver fatto parte della direzione del Movimento Sociale Italiano, ha militato in Alleanza Nazionale e successivamente in Futuro e Libertà per l'Italia.
Ha ricoperto la carica di sindaco del comune di San Vito dei Normanni per tre mandati (1993-1997; 1997-2001; 2005-2010) ed è stato europarlamentare nella IV legislatura (1994-1999).